# Thọ Xương (xã)
Thọ Xương là một xã thuộc huyện Thọ Xuân, tỉnh Thanh Hóa, Việt Nam.

## Địa lý
Xã Thọ Xương nằm ở phía tây huyện Thọ Xuân, có vị trí địa lý:
- Phía đông giáp thị trấn Lam Sơn và xã Thọ Lâm
- Phía tây giáp xã Xuân Bái
- Phía nam giáp xã Xuân Phú
- Phía bắc giáp huyện Ngọc Lặc với ranh giới là sông Chu.

Xã có diện tích 10,21 km², dân số năm 1999 là 6.916 người, mật độ dân số đạt 687 người/km².

## Hành chính
Xã Thọ Xương được chia thành 9 thôn: Hữu Lễ 1, Hữu Lễ 2, Hữu Lễ 3, Hữu Lễ 4, Luận Văn, Thủ Trinh, 7, 8, 9.

## Lịch sử

### Tổng quan
Trước Cách mạng Tháng Tám 1945, vùng đất Thọ Xương thuộc tổng Mục Sơn, huyện Lôi Dương, phủ Thọ Xuân.
Sau Cách mạng Tháng Tám 1945, bỏ phủ Thọ Xuân, đổi huyện Lôi Dương thành huyện Thọ Xuân. Tổng Mục Sơn được chia thành 3 xã: Nam Sơn, Mục Sơn và Phượng Triều. Đến tháng 5 năm 1949, ba xã trên được hợp nhất thành một xã có tên gọi là xã Thọ Xương. Tháng 5 năm 1954, xã Thọ Xương lại được tách ra làm 2 xã: Thọ Xương và Xuân Phú. Khi đó xã Thọ Xương là một trong 50 xã của huyện Thọ Xuân.
Đến ngày 7 tháng 2 năm 1991, cùng với các xã Thọ Lâm và Xuân Lam, Thọ Xương tách một phần đất đai và dân cư thuộc thôn Đoàn Kết để thành lập thị trấn Lam Sơn và đến đầu năm 2010 tiếp nhận ba đơn vị thuộc thị trấn Sao Vàng (thôn 16A, 16B, 385).
Ngày 20 tháng 6 năm 2018, Bộ Xây dựng ban hành Quyết định số 834/QĐ-BXD công nhận đô thị Lam Sơn – Sao Vàng (gồm các thị trấn Lam Sơn, Sao Vàng; các xã Thọ Xương, Xuân Bái, Xuân Lam và một phần các xã Thọ Lâm, Xuân Phú, Xuân Thắng) là đô thị loại IV.

### Phân chia hành chính
Trước khi thực hiện sáp nhập thôn theo Quyết định số 3110/QĐ-UBND ngày 17 tháng 8 năm 2018 của Ủy ban nhân dân tỉnh Thanh Hóa, trên địa bàn xã Thọ Xương có 15 thôn: Hữu Lễ 1, Hữu Lễ 2, Hữu Lễ 3, Hữu Lễ 4, Luận Văn 1, Luận Văn 2, Thủ Trinh, Dụng Hòa, Thủy Long, Ca Lạc, Mục Ngoại, Làng May, 16A, 16B, 385.
Ngày 17 tháng 8 năm 2018, Ủy ban nhân dân tỉnh Thanh Hóa ban hành Quyết định số 3110/QĐ-UBND về việc đổi tên; chuyển thôn thành khu phố; sáp nhập để thành lập thôn, tổ dân phố tại xã, phường, thị trấn thuộc các huyện, thị xã, thành phố trên địa bàn tỉnh Thanh Hóa. Theo đó:
- Sáp nhập thôn Hữu Lễ 1 và thôn Làng May để thành lập thôn Hữu Lễ 1
- Sáp nhập thôn Luận Văn 1 và thôn Luận Văn 2 để thành lập thôn Luận Văn
- Sáp nhập thôn Dụng Hòa và thôn Thủy Long để thành lập thôn 7
- Sáp nhập thôn Ca Lạc và thôn Mục Ngoại để thành lập thôn 8
- Sáp nhập thôn 16A và thôn 16B và thôn 385 để thành lập thôn 9.

Sau khi thực hiện sáp nhập, xã Thọ Xương còn 9 thôn: Hữu Lễ 1, Hữu Lễ 2, Hữu Lễ 3, Hữu Lễ 4, Luận Văn, Thủ Trinh, 7, 8, 9.

## Giao thông
Xã Thọ Xương là nơi giao nhau giữa tuyến Quốc lộ 15 thuộc đường Hồ Chí Minh theo hướng bắc - nam với tuyến Quốc lộ 47 nối từ thành phố Sầm Sơn đến cửa khẩu Khẹo.  

## Đặc sản
Xã Thọ Xương nổi tiếng với đặc sản bưởi Luận Văn. Giống bưởi Luận Văn gắn liền với khu di tích lịch sử Lam Kinh. Theo truyền thuyết, vào đầu thế kỉ 15, trong cuộc khởi nghĩa Lam Sơn, Lê Lợi đã đóng quân tại đây và lấy tên làng Luận Văn đặt cho sản phẩm bưởi của làng. Đây cũng là bưởi tiến vua của vùng đất này.